# Deutsche Münzen
Deutsche Münzen ist eine Sammelbezeichnung/ein Oberbegriff für Münzen (Kursmünzen und Gedenkmünzen), welche durch Deutsche Münzstätten geprägt wurden und/oder in deutschen Währungsgebieten Charakter eines Zahlungsmittels besaßen:
| Zeichen | von  | bis   | Prägestätte                       |
| ------- | ---- | ----- | --------------------------------- |
| A       | 1871 | heute | Berlin                            |
| B       | 1872 | 1878  | Hannover 1878 aufgelöst           |
| B       | 1938 | 1944  | Wien                              |
| C       | 1872 | 1879  | Frankfurt am Main 1880 aufgelöst  |
| D       | 1872 | heute | München                           |
| E       | 1872 | 1887  | Dresden                           |
| E       | 1887 | 1953  | Muldenhütten 1953 aufgelöst       |
| F       | 1872 | heute | Stuttgart                         |
| G       | 1872 | heute | Karlsruhe                         |
| H       | 1872 | 1882  | Darmstadt seit 1883 außer Betrieb |
| J       | 1875 | heute | Hamburg                           |
| T       | 1916 | 1917  | Tabora, Deutsch-Ostafrika         |

- Mittelalterliche Deutsche Münzen
- Deutsche Münzen vor 1871 (Deutsche Währungsgeschichte vor 1871)
  - Es gab noch kein einheitliches/zusammenhängendes Währungsgebiet (Reichsmünzordnung)
  - Vielzahl der Prägungen durch Städte, Fürstentümer, Königreiche usw.
- Münzen Deutsches Kaiserreich (1871–1918)
  - Goldmark (5 bis 20 Mark)
  - Silbermark (½ bis 5 Mark)
  - Pfennig (1 bis 50 Pfennig)
  - Staatliche Notmünzen
- Deutsche Kolonialmünzen der Kaiserzeit (1871–1918)
  - Deutsch-Neuguinea: Neu-Guinea-Mark/Pfennig
  - Deutsch-Ostafrika (DOA): Pesa, Rupie (m. Konterfei Wilhelm II.), Heller
  - Kiautschou: Cent
- Deutsche Besatzungsmünzen der Kaiserzeit (1871–1918)
  - Münzen für Ober Ost (1915–1918)
- Münzen der Freien Stadt Danzig (1920–1939)
- Münzen der Weimarer Republik (1923–1933)
  - Staatliche Notmünzen (bis 1 Billion Mark der Provinz Westfalen – größter Nennwert einer Münze aller Zeiten)
  - Reichsmark (1 bis 5 Reichsmark)
  - Reichspfennig (1 bis 50 Pfennig)
  - Rentenpfennig (1 bis 50 Pfennig)
- Münzen in der Zeit des Nationalsozialismus (1933–1945)
  - Reichsmark (1 bis 5 Mark)
  - Reichspfennig (1 bis 50 Pfennig)
  - Reichskreditkassenmünzen
  - Besatzungsmünzen im Generalgouvernement
- Münzen Alliierte Besatzungszeit (1945–1948)
- Münzen Saarland (1947–1959)
- Münzen Bundesrepublik Deutschland (ab 1948)
  - Deutsche Mark (1, 2 und 5 Mark, Gedenkmünzen auch 5 und 10 Mark)
  - Pfennig (1, 2, 5, 10 und 50 Pfennig)
- Münzen der Deutschen Demokratischen Republik DDR (1948–1990)
  - Deutsche Mark (der Deutschen Notenbank) (1, 2 Deutsche Mark) (1948–1964)
  - Mark der Deutschen Notenbank (1 und 2 Mark sowie Gedenkmünzen zu 5, 10 und 20 Mark) (1964–1974)
  - Mark der DDR (1 und 2 Mark sowie Gedenkmünzen zu 5, 10 und 20 Mark) (1974–1990)
  - Pfennig (1, 5, 10, 20 und 50 Pfennig)
- Euromünzen